# اتصال نروماده
اتصال نروماده (به انگلیسی: Mating connection) هر روش نصب دو یا چند قسمتِ جزاء با اشکال مکمل‌کننده دوسَره است که با کمی تخیل، شبیه نحوه ارتباط فیزیکی دو حیوان، نر و ماده در حین عمل جفت‌گیری است. در چنین ارتباطاتی یکی از دو جزء به عنوان نری و دیگری به عنوان مادگی عمل می‌کند، اگرچه ارتبات‌های پیچیده‌تری وجود دارد. هر گونه اتصال‌دهنده الکتریکی، درز پیچی و جورچینی نمونه‌ای از نصب بر اساس اتصال نروماده است.